# Données ouvertes au Canada
Les données ouvertes au Canada décrivent la capacité du gouvernement du Canada, et des autres paliers de gouvernement au Canada, à fournir un accès en ligne aux données ouvertes colligées et créées par les gouvernements.

## Historique
Au Canada, le ministre Stockwell Day, Président du Conseil du Trésor a annoncé le 17 mars 2011 le lancement d'un projet pilote de 12 mois pour le site fédéral de données ouvertes.  Le 11 avril 2012, le ministre Tony Clement, nouveau président du Conseil du Trésor, a annoncé le Plan d'action du Canada pour un gouvernement ouvert. Ce plan de 3 ans inclut :
- l'accroissement du nombre d'ensembles de données disponibles et la mise en place d'un cadre de recommandation pour les nouvelles générations de plateformes ;
- un nouveau design et une réorganisation du portail national data.gc.ca, de façon à améliorer le niveau de standardisation des données, dans les seconde et troisième années[2].

En plus du site principal, l'initiative fédérale comprend :
- GeoGratis du Ministère des Ressources naturelles (données géospatiales) ;
- Data Collections du ministère Environnement Canada

En septembre 2011, le Canada se joint au Partenariat pour un gouvernement ouvert.

### Portails gouvernementaux de données ouvertes
- (en) Alberta
- (en) Colombie-Britannique
- Canada
- Île-du-Prince-Edouard
- (en) Manitoba
- Nouveau-Brunswick
- (en) Nouvelle-Écosse
- Ontario
- Québec
- (en) Saskatchewan
- (en) Terre-Neuve et Labrador
- (en) Territoire du Nord-Ouest
- (en) Yukon